# Telescopus
Genre
Telescopus est un genre de serpents de la famille des Colubridae.

## Répartition
Les espèces de ce genre se rencontrent dans le sud-est de l'Europe, en Eurasie et dans la partie Nord de l'Afrique.

## Description
Ces serpents atteignent des longueurs de 80 cm à 180 cm. Ce sont des reptiles aux couleurs discrètes – à l'exception notable de Telescopus semiannulatus qui est orange. Ce sont des chasseurs nocturnes, terrestres ou arboricoles selon les espèces. Ils chassent divers petits reptiles (lézards, geckos), rongeurs, amphibiens ou oiseaux.
Ce sont tous des ovipares, les femelles pondant des couvées de 5 à 15 œufs.
Ce sont des couleuvres venimeuses opistoglyphes, avec un venin neurotoxique. Mais elles sont généralement considérées comme peu dangereuses pour l'homme, de par la faible efficacité de leur mécanisme d'injection du venin et la faible toxicité de ce venin.

## Liste des espèces
Selon The Reptile Database (10 décembre 2013) :
- Telescopus beetzi (Barbour, 1922)
- Telescopus dhara (Forskal, 1775)
- Telescopus fallax Fleischmann, 1831
- Telescopus finkeldeyi Haacke, 2013
- Telescopus gezirae Broadley, 1994
- Telescopus hoogstraali Schmidt & Marx, 1956
- Telescopus nigriceps (Ahl, 1924)
- Telescopus obtusus (Reuss, 1834)
- Telescopus pulcher (Scortecci, 1935)
- Telescopus rhinopoma (Blanford, 1874)
- Telescopus semiannulatus Smith, 1849
- Telescopus tessellatus (Wall, 1908)
- Telescopus tripolitanus (Werner, 1909)
- Telescopus variegatus (Reinhardt, 1843)

## Étymologie
Le nom de ce genre, telescopus, vient du grec τηλε, « au loin, de loin » et σκοπος, « qui observe », donc « qui observe de loin ».

## Publication originale
- Wagler, 1830 : Natürliches System der Amphibien, mit vorangehender Classification der Säugetiere und Vögel. Ein Beitrag zur vergleichenden Zoologie. 1.0. Cotta, München, Stuttgart and Tübingen, p. 1-354 (texte intégral).